# Mike Voßnacke
Mike Voßnacke (* 30. Januar 1965) ist ein ehemaliger deutscher Fußballspieler, der zwischen 1983 und 1990 im Dienst des MSV Duisburg stand.

## Karriere
Voßnacke schaffte 1983 im Alter von 18 Jahren den Sprung in den Kader des Zweitligisten MSV Duisburg. Der hauptsächlich im defensiven Mittelfeld und gelegentlich auch als Stürmer eingesetzte Akteur kam gleich am ersten Spieltag, der am 6. August 1983 stattfand, zu seinem Debüt und stand bei dem 0:0-Remis gegen den SC Freiburg sogar in der Startelf. Anschließend wurde er kaum noch berücksichtigt, ehe er sich in der Rückrunde als Joker etablierte und somit regelmäßig eingewechselt wurde. Die Meidericher schlossen die Spielzeit auf dem dritten Tabellenrang ab und durften daher gegen Eintracht Frankfurt zwei Relegationsspiele um den Aufstieg in die Bundesliga bestreiten. Voßnacke wurde im Hinspiel in der 55. Minute eingewechselt, konnte eine 0:5-Niederlage seines Teams aber nicht abwenden. Durch ein 1:1 im Rückspiel, bei dem er in der Startelf stand, wurde der Verbleib in der Zweitklassigkeit besiegelt.
Der fehlgeschlagene Aufstieg ermöglichte es dem jungen Talent zumindest, sich im Verlauf der Saison 1984/85 einen festen Stammplatz beim MSV zu erkämpfen. 1986 belegte die Mannschaft den letzten Tabellenplatz, was den Abstieg in die drittklassige Oberliga Nordrhein zur Folge hatte. Voßnacke zählte zu einer Reihe von Spielern, die dem Klub trotz des Sturzes in den Amateurbereich treu blieben und den Wiederaufstieg in Angriff nahmen. Dennoch musste er um seinen Stammplatz fürchten, da mit Thomas Strunz im selben Jahr ein großes Talent, aus dem später ein Nationalspieler wurde, in den Kader aufrückte. Er spielte weiterhin regelmäßig in einer Mannschaft, die sich sofort in die Spitzengruppe der Liga einordnete und 1987 als Zweiter knapp am Aufstieg scheiterte. Allerdings brachte dieser Tabellenplatz die Qualifikation für die Endrunde um die Deutsche Amateurmeisterschaft mit sich, Duisburg schaffte es dabei bis ins Endspiel und dank eines 4:1-Siegs gegen die Amateurmannschaft von Bayern München holte Voßnacke auf diesem Weg seinen ersten Titel.
Der herbeigesehnte Wiederaufstieg gelang 1989 und Voßnacke kehrte mit seinem MSV in die Zweite Bundesliga zurück. Am 23. August 1989 gab er bei einer 1:2-Niederlage gegen Hertha BSC sein Comeback im Profifußball. Da er in der ambitionierten Mannschaft jedoch keine Perspektive mehr besaß, blieb dies zugleich sein einziger Einsatz in der Spielzeit 1989/90. An deren Ende verließ der 25-Jährige
den MSV, für den er in sieben Jahren auf 82 Zweitligapartien mit vier Toren sowie 69 Oberligapartien mit sechs Treffern gekommen war.